# Don’t Tell Me (Madonna-dal)
A Don’t Tell Me Madonna amerikai énekesnő nyolcadik, Music című stúdióalbumának egyik dala. Szerzői az énekesnő mellett Mirwais Ahmadzaï francia producer és zeneszerző, valamint Joe Henry amerikai zenész-dalszerző. A dal 2000. november 14-én jelent meg a Maverick Records gondozásában az album második kislemezeként, továbbá szerepel az énekesnő GHV2 (2001) és a Celebration (2009) válogatásalbumain.
A dal pozitív visszajelzéseket kapott a zenekritikusoktól, akik az album egyik kiemelkedő elemeként dicsérték, valamint méltatták benne az énekesnő „lelkes” vokális teljesítményét. A dal megjelenését követően az eladási listák élére tört Kanadában, és az első ötben volt többek között Olaszországban, az Egyesült Királyságban és az Egyesült Államokban is, ahol pedig az eladási számok szerint aranylemez is lett. A dal megjelenését követően egyből vezette a Billboard Dance Club Songs listáját, ezzel pedig megelőzte a The Beatles-t és eggyel maradt le Elvis Presley-től, a legtöbb Top10-es kislemezt és a legtöbb aranylemezt elértek kategóriájában a Billboard történetében. A Don’t Tell Me ezidáig mintegy 4,5 millió példányszámban kelt el világszerte.
A dal kísérő videóklipjét a francia Jean-Baptiste Mondino rendezte, és 2000 októberében készült. A klipben Madonna mint egy cowgirl szerepel, aki egy automatizált futópadon sétál egy vászon előtt, amin cowboyok táncolnak és játszanak a homokkal. A videó két jelölést kapott a 2001-es MTV Video Music Awards gálán, és szintén két Grammy-jelölést kapott a legjobb videóklip és a legjobb rövidfilm kategóriákban. Az énekesnő élőben adta elő a dalt a Drowned World Tour (2001) és a Re-Invention World Tour (2004) nevezetű turnéin, valamint 2014-ben Miley Cyrusszal közösen a We Can’t Stop című slágerével egybekötve. A dalnak azóta számos feldolgozása és mix változata készült.

## Formátumok
| US 7" vinyl (7-16825) US CD kislemez (9 16825-2) 1. "Don't Tell Me" (Album verzió) – 4:40 2. "Don't Tell Me" (Thunderpuss' 2001 Hands in the Air Radio) – 4:26 US 2 x 12" vinyl (0-44910) - A1 "Don't Tell Me" (Timo Maas Mix) – 6:55 - A2 "Don't Tell Me" (Vission Remix) – 7:52 - B1 "Don't Tell Me" (Thunderpuss' 2001 Hands in the Air Anthem) – 10:20 - B2 "Don't Tell Me" (Vission Radio Mix) – 3:38 - C "Don't Tell Me" (Tracy Young Club Mix) – 11:01 - D1 "Don't Tell Me" (Victor Calderone Sensory Mix) – 6:48 - D2 "Don't Tell Me" (Thunderpuss' 2001 Hands in the Air Radio) – 4:26 US Maxi-CD (9 44910-2) 1. "Don't Tell Me" (Timo Maas Mix) – 6:55 2. "Don't Tell Me" (Tracy Young Club Mix) – 11:01 3. "Don't Tell Me" (Vission Remix) – 7:52 4. "Don't Tell Me" (Thunderpuss' 2001 Hands in the Air Anthem) – 10:20 5. "Don't Tell Me" (Victor Calderone Sensory Mix) – 6:48 6. "Don't Tell Me" (Vission Radio Mix) – 3:38 7. "Don't Tell Me" (Thunderpuss' 2001 Hands in the Air Radio) – 4:26 8. "Don't Tell Me" Music Video EU 12" vinyl (9362 44955 0) - A1 "Don't Tell Me" (Thunderpuss Club Mix) – 7:53 - A2 "Don't Tell Me" (Vission Remix) – 7:52 - B1 "Don't Tell Me" (Tracy Young Club Mix) – 11:01 - B2 "Cyber-Raga" – 5:31 EU 12" blue vinyl (9362 44968 0) - A1 "Don't Tell Me" (Timo Maas Mix) – 6:55 - A2 "Don't Tell Me" (Victor Calderone Sensory Mix) – 6:48 - B1 "Don't Tell Me" (Thunderpuss' 2001 Hands in the Air Anthem) – 10:20 - B2 "Don't Tell Me" (Album verzió) – 4:40 | GR CD kislemez (5439 16790 2) 1. "Don't Tell Me" (Radio edit) – 4:10 2. "Cyber-Raga" – 5:31 GR Maxi-CD (9362 44949 2) JP Maxi-CD (WPCR-10903) 1. "Don't Tell Me" (Radio edit) – 4:10 2. "Cyber-Raga" – 5:31 3. "Don't Tell Me" (Thunderpuss Club Mix) – 7:53 4. "Don't Tell Me" (Vission Remix) – 7:52 UK CD single 1 (W547CD1) 1. "Don't Tell Me" (Radio edit) – 4:10 2. "Cyber-Raga" – 5:31 3. "Don't Tell Me" (Thunderpuss Club Mix) – 7:53 UK CD single 2 (W547CD2) 1. "Don't Tell Me" (Album verzió) – 4:40 2. "Don't Tell Me" (Vission Remix) – 7:52 3. "Don't Tell Me" (Thunderpuss Radio Mix) – 3:40 EU Maxi-CD (9362 44977 2) 1. "Don't Tell Me" (Timo Maas Mix) – 6:55 2. "Don't Tell Me" (Thunderpuss' 2001 Hands in the Air Anthem) – 10:20 3. "Don't Tell Me" (Victor Calderone Sensory Mix) – 6:48 4. "Don't Tell Me" (Vission Remix) – 7:52 AU Maxi-CD (93624-49692-2) 1. "Don't Tell Me" (Thunderpuss' 2001 Hands in the Air Anthem) – 10:20 2. "Don't Tell Me" (Timo Maas Mix) – 6:55 3. "Don't Tell Me" (Victor Calderone Sensory Mix) – 6:48 4. "Don't Tell Me" (Tracy Young Club Mix) – 11:01 5. "Don't Tell Me" (Thunderpuss' 2001 Tribe-A-Pella) – 8:31 6. "Don't Tell Me" (Video) – 4:41 |